# Посміхнися, коли плачуть зірки
«Посміхнися, коли плачуть зірки» — російсько-український фільм 2010 року.

## Зміст
Єгор Нікольський молодий і безрозсудний, але саме відчайдушність прокладає йому дорогу до справжнього кохання. Через друзів він стрибає з даху і приходить до тями лише в лікарні. І перше, що він бачить – обличчя хірургині Анни, що схилилася над ним. Із властивою йому рішучістю Єгор негайно закохується в Анну, але їхній роман триватиме недовго: Анна згодом одружиться з мером міста, а Єгор знайде іншу наречену. Однак їхні шляхи одного разу знову перетнуться, і ця зустріч буде вже не такою скороминущою.